# Vilsjanka
Vilsjanka (ukrainska: Вільшанка) är en by i Vinnytsia oblast i Ukraina. År 2001 hade orten 1 640 invånare.